# Fechteuropameisterschaften 1982
Die Europameisterschaften im Fechten 1982 fanden im österreichischen Mödling statt. Es wurden vier Wettbewerbe im Einzel ausgetragen, Mannschaftswettbewerbe gab es keine. Erfolgreichste Nation war Italien mit zwei Gold- und zwei Bronzemedaillen.

## Herren

### Degen (Einzel)
| Platz | Sportler        | Land |
| ----- | --------------- | ---- |
| 1     | Olivier Carrard | SUI  |
| 2     | Ernő Kolczonay  | HUN  |
| 3     | Robert Felisiak | POL  |

### Florett (Einzel)
| Platz | Sportler       | Land |
| ----- | -------------- | ---- |
| 1     | Mauro Numa     | ITA  |
| 2     | Mathias Gey    | FRG  |
| 3     | Andrea Borella | ITA  |

### Säbel (Einzel)
| Platz | Sportler          | Land |
| ----- | ----------------- | ---- |
| 1     | Tadeusz Piguła    | POL  |
| 2     | Andrzej Kostrzewa | POL  |
| 3     | Rudolf Nébald     | HUN  |

## Damen

### Florett (Einzel)
| Platz | Sportler          | Land |
| ----- | ----------------- | ---- |
| 1     | Dorina Vaccaroni  | ITA  |
| 2     | Gertrúd Stefanek  | HUN  |
| 3     | Carola Cicconetti | ITA  |

## Medaillenspiegel
| Platz  | Land           | Gold | Silber | Bronze | Gesamt |
| ------ | -------------- | ---- | ------ | ------ | ------ |
| 1      | Italien        | 2    | 0      | 2      | 4      |
| 2      | Polen          | 1    | 1      | 1      | 3      |
| 3      | Schweiz        | 1    | 0      | 0      | 1      |
| 4      | Ungarn         | 0    | 2      | 1      | 3      |
| 5      | BR Deutschland | 0    | 1      | 0      | 1      |
| Gesamt | Gesamt         | 4    | 4      | 4      | 12     |